# Alexander Borromeo
Alexander Borromeo, né le 28 juin 1983 à San Francisco aux États-Unis, est un footballeur international philippin d'origine américaine. 
Il évolue actuellement au poste de défenseur avec le club de Kaya FC.

## Biographie

### Sélection
Alexander Borromeo est convoqué pour la première fois par le sélectionneur national Aris Caslib pour un match de la Tiger Cup 2004 face à la Birmanie le 8 décembre 2004. Le 18 novembre 2006, il marque son premier but en équipe des Philippines lors d'un match des éliminatoires du Championnat de l'ASEAN 2007 face au Cambodge.  

## Statistiques

### Buts en sélection
Le tableau suivant liste les résultats de tous les buts inscrits par Alexander Borromeo avec l'équipe des Philippines.